# جبل يام (نهم)

تعديل مصدري - تعديل

جبل يام هي إحدى قرى عزلة الحنشات بمديرية نهم التابعة لمحافظة صنعاء، بلغ تعداد سكانها 800 نسمة حسب تعداد اليمن لعام 2004.